# Salto de Cofrentes
Salto de Cofrentes o Casas de Basta es una población del municipio de Cofrentes, en la provincia de Valencia, Comunidad Valenciana. Se ubica al noroeste de la villa, bajo la población de Hervideros, atravesado por una carretera local que sale de la CV-439, a la altura del kilómetro 5, y que enlaza después con la N-330 después de pasar el poblado y el río Cabriel.
Vive 10 personas.

## Población
Fue fundada por la empresa Iberdrola para los trabajadores de la presa del embalse de Embarcaderos durante su construcción. Sus casas se distribuye sobre una especie de balcón natural que mira todo el valle del Júcar, Cofrentes y la Central Nuclear. Está integrado también el pequeño poblado de Alcance.

## Naturaleza
El valle del Barranco Nacimiento es uno de los sitios más visitados por los fanáticos de la naturaleza.